# Hôtel Saint-Yon
Pour les articles homonymes, voir Saint-Yon.
L'hôtel Saint-Yon est un édifice situé à Étampes, en France.

## Localisation
Le monument est situé au 6, place Dauphine, à Étampes, dans le département français de l'Essonne.

## Historique
L'édifice est daté des XVe siècle et XVIIe siècle.
L'hôtel est inscrit au titre des monuments historiques par l'arrêté du 10 mai 1926.